# Huumonjärvi
Huumonjärvi eller Huumojärvi är en sjö i Finland. Den ligger i kommunen Uleåborg i landskapet Norra Österbotten, i den centrala delen av landet, 600 km norr om huvudstaden Helsingfors. Huumonjärvi ligger 87 meter över havet. Arean är 43,2 hektar och strandlinjen är 4,3 kilometer lång. Sjön  ingår i Kiminge älvs huvudavrinningsområde. 